# برونو (بازیکن فوتبال، زاده ۱۹۸۴)
برونو فرناندس داس دورس د سوزا (پرتغالی: Bruno Fernandes das Dores de Souza؛ زادهٔ ۲۳ دسامبر ۱۹۸۴) که با نام برونو شناخته می‌شود، بازیکن فوتبال اهل برزیل است.
از باشگاه‌هایی که در آن بازی کرده‌است می‌توان به اتلتیکو مینیرو، کورینتیانس و فلامینگو اشاره کرد.
او در سال ۲۰۱۰ به تجاوز، شکنجه و قتل دوست دختر و مادر جوان‌ترین فرزندش متهم شد. او در سال ۲۰۱۳ به دلیل قتل و مخفی کردن جسدش به ۲۲ سال حبس محکوم شد اما در فوریه ۲۰۱۷ پس از درخواست تجدید نظر دوباره آزاد شد. در آوریل ۲۰۱۷ دوباره بازداشت شد.